# باكوماتسو
باكوماتسو 幕末 (حرفيا: نهاية نظام توكوغاوا شوغون) هي السنوات الأخيرة من فترة إيدو وفيها انتهى نظام توكوغاوا شوغون في اليابان، وقعت بها أحداث بارزة بين عام 1853 إلى 1867 وفيها أنهت اليابان سياسة العزلة الدولية المعروفة باسم ساكوكو، وانتقلت من سيطرة إقطاع الشوغون إلى سيطرة حكومة ميجي. الانقسام الفكري/السياسي الكبير الذي حدث في هذه الفترة كان بين الإمبرياليين الأوليين إيشين شيشي (الوطنيون القوميون) وقوات نظام الشوغون بمن فيهم نخبة مقاتلي فرقة شينسنغومي (الفيلق المختار الجديد)، القوتان السابقتان كانتا أبرز القوى المتصارعة، لكن وجدت قوى أخرى استغلت الفوضى في باكوماتسو للمصلحة الشخصية.

## معرض صور

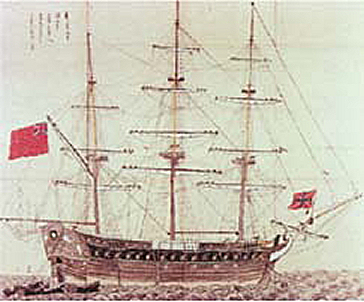
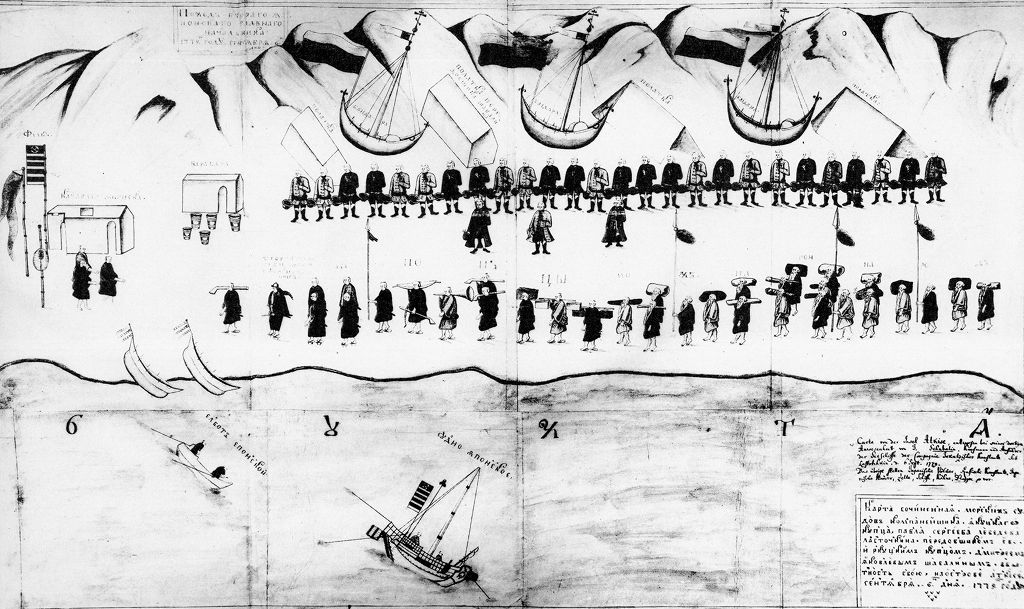

## اقرأ أيضا
- إيشين شيشي
- نظام توكوغاوا شوغون
- استعراش ميجي

## وصلات خارجية
- اللغات والصلات الدبلوماسية في نهاية نظام توكوغاوا شوغون
- http://www.webkohbo.com/info3/bakumatu_menu/bakutop.html (باليابانية)